# Speculanas specularis
Speculanas specularis sau rața cu aripi de bronz este singurul membru al genului Speculanas. Este adesea plasată în Anas, alături de majoritatea celorlalte rațe, dar ruda sa cea mai apropiată este rața cu creastă sau rața braziliană, care formează, de asemenea, genuri monotipice. Împreună, acestea aparțin unei linii sud-americane care s-a separat timpuriu de celelalte rațe și care poate include rațele din genul Tachyeres.